# جهاد قصاب
جهاد قصاب (13 يوليو 1975 بحمص في سوريا - 30 سبتمبر 2016) هو لاعب كرة قدم سوري في مركز الدفاع.

## وفاته
اعتقل جهاد في 19 أغسطس 2014 في بابا عمرو بحمص من قبل السلطات السورية خلال الحرب الأهلية السورية. وتشير التقارير إلى أنه أعدم في سجن صيدنايا يوم الجمعة 30 سبتمبر 2016.

## روابط خارجية
- جهاد قصاب على موقع ناشيونال فوتبول تيمز (الإنجليزية)
- جهاد قصاب على موقع Soccerway.com (الإنجليزية)